# Revue internationale de la Croix-Rouge
Créée en 1869, la Revue internationale de la Croix-Rouge est un périodique académique produit et publié trois fois par an par le Comité international de la Croix-Rouge (CICR), qui traite de sujets qui ont attrait au droit, à la politique et à l’action humanitaire.
Le périodique a été créé en 1869. Depuis 2006, la revue est publiée par Cambridge University Press en partenariat avec le CICR.

## Histoire
Au départ, le périodique est connu sous le nom de Bulletin international des Sociétés de secours aux militaires blessés, puis sous celui de Bulletin international des Sociétés de la Croix-Rouge.
À ses débuts, le périodique est uniquement en français. Une version anglaise est disponible dès 1948, et une édition en anglais, dès 1961.
Aujourd’hui, la Revue est publiée en anglais et traduite en arabe, chinois, russe, espagnol et français (Sélection française  de la Revue internationale de la Croix-Rouge, qui existe depuis 2014).

## Sujets traités
La Revue entend être un forum pour le débat, la réflexion et l’analyse critique sur le droit international humanitaire (DIH), l’action humanitaire et les politiques en temps de conflit armé et d’autres situations de violence.
Dans le souci de présenter le DIH, la politique et l’action humanitaire sous leurs multiples facettes, la Revue propose des contributions de spécialistes dans des domaines variés tels que le droit, les sciences politiques, l’histoire, la sociologie ou encore la psychologie.
Tous les articles proposés par des auteurs qui souhaitent contribuer à la Revue sont soumis à une évaluation par les pairs, pour garantir la qualité des sujets traités, qui fait la renommée du périodique, et leur adéquation avec la ligne éditoriale de la Revue.

## Lectorat
La Revue est lue par les autorités gouvernementales, les organisations internationales, les ONG, les professionnels de l’humanitaire, les universitaires, les media et en général, tous ceux qui s’intéressent aux questions d’ordre humanitaire.

## Rédacteurs en chef
En tout, 16 rédacteurs en chef issus d’horizons professionnels variés se sont succédé à sa direction, dans l’ordre suivant :
- Gustave Moynier, de 1869 à 1871.
- Auguste Bost, pasteur et rédacteur au Journal de Genève de 1871 à 1872.
- (Louis-)Arnold Nicolet, colonel et instructeur pour l’Armée suisse, de 1872 à 1875.
- Louis Théodore Wuarin, professeur de sociologie, pour l’année 1875.
- Philippe Plan, fondateur et rédacteur du journal Le Genevois, de 1875 à 1885.
- Albert Henri Gampert, juriste et politicien, de 1885 à 1893.
- Paul des Gouttes, juriste, Secrétaire du CICR dès 1893 et Secrétaire général dès 1910, de 1893 à 1925.
- Étienne Clouzot, de 1919 à 1942. Il est à noter que ce dernier et Paul des Gouttes collaborent en tant que co-rédacteurs en chef de 1919 à 1925.
- Henri Reverdin, professeur de philosophie, de 1926 à 1945.
- Louis Demolis, chimiste et conseiller technique du CICR, de 1943 à 1954.
- Jean-Georges Lossier, poète, critique littéraire et membre du secrétariat du CICR, de 1955 à 1976.
- Michel Testuz, docteur en littérature, membre du CICR en Palestine et directeur de la Fondation Bodmer, de 1977 à 1986.
- Jacques Meurant, docteur en sciences politiques, conseiller spécial pour le secrétariat-général de la Ligue des Sociétés de la Croix-Rouge et directeur de l’Institut Dunant, de 1986 à 1995.

```
* Hans-Peter Gasser, docteur en droit et avocat, de 1996 à 2001.
```

- Toni Pfanner, docteur en économie, de 2002 à 2010.
- Vincent Bernard, qui a travaillé pour le CICR aussi bien sur le terrain qu’au siège à Genève et directeur de l'unité Law and Policy Forum, de 2010 à 2019.

## Notoriété
La notoriété de la Revue est évaluée par Scopus, Washington & Lee et Claravite Analytics. En 2017, son facteur d’impact atteignait 0,373.